# Maytenus angolensis
Maytenus angolensis là một loài thực vật có hoa trong họ Dây gối. Loài này được Exell & Mendonça mô tả khoa học đầu tiên năm 1952.